# Bielica (gmina)
Bielica (1919 Bielicy) – dawna gmina wiejska istniejąca do 1939 roku w województwie nowogródzkim w Polsce (obecnie na Białorusi). Siedzibą gminy było miasteczko Bielica (1506 mieszk. w 1921 roku).
W okresie międzywojennym gmina Bielica należała do powiatu lidzkiego w woj. nowogródzkim. 22 stycznia 1926 roku do gminy Bielica przyłączono część obszaru zniesionej gminy Pacowszczyzna. 11 kwietnia 1929 roku do gminy Bielica przyłączono część obszaru zniesionej gminy Honczary, natomiast części obszaru gminy Bielica włączono do gmin Tarnowo, Żołudek i Orla.
Po wojnie obszar gminy Bielica został odłączony od Polski i włączony do Białoruskiej SRR. 
Zobacz też: gmina Bielice.